# Mișcarea Tineretului pentru Cele 64 de Comitate
Mișcarea Tineretului pentru Cele 64 de Comitate (în maghiară Hatvannégy Vármegye Ifjúsági Mozgalom, acronim HVIM) este o mișcare fondată în Ungaria în anul 2001, care se autodefinește ca o mișcare pentru demnitate națională și renaștere identitară a tineretului maghiar.

## Misiune și activitate
De la înființarea sa, organizația și-a asumat o misiune cu caracter istoric: să acționeze ca o forță morală și spirituală – un veritabil katehon – în fața tendințelor distructive ale modernității, cu scopul de a reconstitui ordinea tradițională bazată pe valori luminoase, naționale și culturale.
În acest sens, HVIM organizează și coordonează așa-numita Rezistență Maghiară – o rețea de instituții, inițiative și alianțe care apără valorile perene ale națiunii maghiare împotriva factorilor destabilizatori globali.

## Simboluri
Numele organizației face referire la cele 64 de comitate istorice ale Regatului Ungariei înainte de Tratatul de la Trianon (1920), sugerând o revendicare identitară și un atașament față de unitatea culturală și teritorială istorică a poporului maghiar.